# 明登
明登（德語：Minden，發音：[ˈmɪndn̩] ⓘ）是德国北莱茵-威斯特法伦州代特莫尔德行政区明登-吕伯克县的城市，也是明登-吕伯克县的县治，面积101.12平方千米，2023年12月31日人口为83,100人。